# Захолынский
Захолы́нский (не путать со значением  Захолынский район)  — микрорайон в восточной части города Ржева Тверской области.
Включает в себя исключительно кварталы частного сектора располагающиеся на левом берегу реки Холынки.
Микрорайон причисляют к исторической застройке города Ржева.
В широком смысле значение «Захолынский район»  — включает в себя как сам микрорайон «Захолынский», так и микрорайоны: Семь ветров, Тетерино, Краны, Опоки и Порт, находящиеся по левую (противоположную от центра города) сторону реки Холынки.

## История
Люди селились вдоль Холынки ещё с начального периода существования города. Вода располагавшаяся рядом с домами помогала людям в ремёслах (недаром выше по речке стояли кузницы), огородничестве и просто в быту.
В начале XX века, речная пойма представляла собой широкую долину тесно заполненную одно- и двухэтажными домами. Те, что выходили к реке, строились на сваях, так как Холынка весной разливалась очень широко.
Во время Великой Отечественной войны, осенью 1942 года, в период проведения второй Ржевской наступательной операции, на территории микрорайона и в устье реки, велись кровопролитные бои с немецкими войсками.
Здесь на подступах к центру города Красная армия понесла наибольшие потери.
После войны микрорайон сохранил свой исторический уклад, продолжил застраиваться частными домами. Среди старых обветшалых домов ныне можно увидеть современные благоустроенные коттеджи, которых с каждым годом становится всё больше.